# Olof Peter Swartz
Olof Peter Swartz (ur. 21 września 1760 r. w Norrköping, zm. 19 września 1818 r. w Sztokholmie) – szwedzki botanik i mykolog.
Olof Swartz urodził się 21 września 1760 r. Studiował na Uniwersytecie w Uppsali u Karola Linneusza młodszego (syna Karola Linneusza). Doktorat otrzymał w 1781 r. W 1780 r. w towarzystwie kilku innych botaników odbył naukową wyprawę do Laponii. W 1783 roku odbył następną wyprawę naukową do Ameryki Północnej i Indii Zachodnich. Zwiedzał głównie wyspy Jamajka i Haiti. Na obydwu tych wyprawach zebrał kolekcję botaniczną (zielniki) liczącą 6000 okazów roślin. Obecnie przechowywana jest w Szwedzkim Muzeum Historii Naturalnej.
W 1786 r. wyjechał do Londynu, aby opracować swoją kolekcję. Tam poznał Josepha Banksa, który był pod wrażeniem jego wiedzy o botanice. Zaproponował mu zatrudnienie na stanowisku lekarza w Kompanii Wschodnioindyjskiej, jednak Swartz odmówił i wrócił do Szwecji. Dziesięć lat później zaproponował Szwedzkiej Królewskiej Akademii Nauk pomysł grantu na wyprawę, oparty na zasadach, które widział w Anglii. W 1791 r. został profesorem na Akademii Nauk w Sztokholmie. W 1805 r. został wybrany zagranicznym członkiem honorowym Amerykańskiej Akademii Sztuk i Nauk.
Swartz był pierwszy specjalistą taksonomii storczyków, który opublikował krytyczny przegląd literatury o storczykach i sklasyfikował 25 ich rodzajów. Był także pierwszym, który zauważył, że storczyki mają prętosłup i podwójną bulwę.
W nazwach naukowych zdiagnozowanych przez Swartza gatunków roślin i grzybów znajduje się skrót jego nazwiska Sw. Dla uczczenia osiągnięć Swartza niemiecki botanik Schreber nadał rodzajowi roślin nazwę Swartzia.